# Kim Young-ha
Kim Young-ha (tiếng Hàn: 김영하, Hanja: 金英夏) là một tiểu thuyết gia người Hàn Quốc.

## Tiểu sử
Kim Young-ha sinh ngày 11 tháng 11 năm 1968 tại Hwacheon, Hàn Quốc. Vì cha ông công tác trong quân đội nên thời thơ ấu, ông thường xuyên di chuyển chỗ ở. Lúc nhỏ, có một lần ông bị ngộ độc khí than. Điều này khiến Kim mất hết những ký ức xảy ra trước khi ông mười tuổi. Kim tốt nghiệp đại học và cao học tại Yonsei, Seoul với chuyên ngành Quản trị Kinh doanh. Tuy vậy, ông ít quan tâm đến lĩnh vực này. Thay vào đó, ông tập trung vào việc sáng tác tác phẩm văn học.
Sự nghiệp văn chương của Kim Young-ha bắt đầu vào năm 1995 khi ông xuất bản truyện ngắn Geoure daehan myeongsang. Một năm sau đó (1996), ông cho ra mắt tiểu thuyết Tôi có quyền hủy hoại bản thân (Naneun nareul pagoehal gwolliga itda) và gây được tiếng vang. Tác phẩm đã được dịch sang tiếng Anh, Tiếng Pháp, Đức, Hà Lan, Ba Lan, Thổ Nhĩ Kỳ, Trung Quốc và Việt Nam. 
Kim Young-ha đã từng làm việc tại Trường sân khấu kịch, Đại học Quốc gia Hàn Quốc. Vào mùa thu năm 2008, ông từ bỏ tất cả các công việc của mình để chuyên tâm hoàn toàn cho sự nghiệp viết lách. Bên cạnh việc sáng tác, ông còn là một dịch giả chuyên dịch tiểu thuyết tiếng Anh. Ngoài ra, ông cũng là một học giả thỉnh giảng tại Đại học Columbia từ tháng 9 năm 2010 đến tháng 6 năm 2011.